# Nałęcza
Nałęcza – wieś w Polsce położona w województwie wielkopolskim, w powiecie chodzieskim, w gminie Szamocin.
W latach 1954–1958 wieś należała i była siedzibą władz gromady Nałęcza, po jej zniesieniu w gromadzie Szamocin. W latach 1975–1998 miejscowość administracyjnie należała do województwa pilskiego.